# Campaña de África Oriental (Segunda Guerra Mundial)
La Campaña de África Oriental se refiere a una serie de batallas libradas en el este de África durante la Segunda Guerra Mundial, que enfrentaron al Imperio británico con las fuerzas del Reino de Italia, durante el período comprendido entre junio de 1940 hasta noviembre de 1941.

## Antecedentes
A partir de 1932 Italia comenzó a violar el espacio territorial de Etiopía, construyendo caminos y fortificaciones bien adentro del territorio. Para enfrentar esta situación, el emperador Haile Selassie reclutó un ejército de medio millón de hombres, pero pobremente armado, algunos con arcos y flechas.
El 3 de octubre de 1935 Italia atacó a Etiopía desde sus colonias en Eritrea y Somalia sin previa declaración de guerra. Para el 15 de octubre habían tomado la ciudad sagrada de Aksum, y para el 5 de mayo de 1936 habían tomado la capital Addis Abeba. El emperador huyó al exilio y el rey Víctor Manuel fue proclamado emperador. La Sociedad de Naciones impuso leves sanciones económicas a Italia, que no tuvieron mucha repercusión.

## Situación de las fuerzas aliadas
La gran mayoría de las fuerzas aliadas involucradas pertenecían al Reino Unido y la Mancomunidad Británica de Naciones, incluyendo tropas de Sudán, Somalilandia Británica, África Oriental Británica, India, Sudáfrica, Rodesia del Norte, Rodesia del Sur, Nyasalandia y la África Occidental Británica. Había incluso, una pequeña unidad de comandos del Mandato Británico de Palestina, fuerzas irregulares etíopes, fuerzas de la Francia Libre y fuerzas de la Bélgica Libre.
Inicialmente, las fuerzas británicas y de la Commonwealth en el África Oriental ascendían a unos 30.000 hombres bajo el mando del General William Platt en el Sudán, el general Douglas P. Dickinson en África Oriental Británica, y el teniente coronel Arthur Reginald Chater en Somalilandia Británica. A pesar de estar numéricamente en desventaja, se encontraban mejor equipados y tenían acceso a las rutas de reabastecimiento y refuerzos, gracias al control que tenían del Canal de Suez.

### Real Fuerza Aérea
Las tropas británicas contaban en todo el África Oriental con unos 100 aviones operativos, los cuales se encontraban desplegados del siguiente modo:
- En Sudán: 3 escuadrones de bombarderos (n° 14, n° 47 y n° 223), equipados con los anticuados modelos Vickers Wellesley. Posteriormente fueron reforzados con el Escuadrón n°45 estacionado en Egipto y equipado con Bristol Blenheim.
- En Puerto Sudán, además, había 6 cazas biplanos Gloster Gladiator.

Las unidades acantonadas en Sudán tenían la misión de proteger la navegación aliada en el Mar Rojo (incluidas las patrullas antisubmarinos). Así como defender las ciudades de Puerto Sudán, Jartum y Atbara, además de apoyar a las fuerzas de tierra. El Escuadrón de Cazas n°1 de la Fuerza Aérea Sudafricana (SAAF), equipado con Gloster Gladiator, llegó a Jartum el 8 de agosto de 1940, para reforzar a las fuerzas británicas.
- En Kenia: 12.° Escuadrón de bombarderos de la SAAF, equipado con aviones Junkers Ju 86; 11.° Escuadrón de bombarderos de la SAAF, equipado con aviones Fairey Battle; 40.° Escuadrón de cooperación con el Ejército, equipado con anticuados modelos Hawker Hart; 2.° Escuadrón de la SAAF, equipado con antiguos cazas biplanos Hawker Fury; y el 237.° Escuadrón de la Fuerza Aérea de Rodesia de Sur, equipado con Hawker Hart.

## Situación de las fuerzas italianas
Las fuerzas italianas incluían a miembros del Regio Esercito, tropas coloniales del África Oriental Italiana (eritreas, etíopes y Dubats de Somalia), e incluso un reducido número de voluntarios alemanes (la compañía motorizada alemana). La mayoría de estas fuerzas estaba constituida por soldados coloniales dirigidos por oficiales italianos. Si bien, el ejército italiano era numéricamente consistente, adolecía de falta medios y suministros adecuados. En el período inmediatamente anterior al estallido de la guerra, poco se hizo para reforzar a los ejércitos presentes en la colonia. El duque de Aosta, se vio obligado, en la práctica, a hacer frente a las tropas británicas, con los escasos y anticuados medios con los que contaba en el lugar, pues no podía recibir suministros.
| Regio Esercito | 5.131 | 5.228 | 37.054 | 181.895 |
| Camisas Negras | 858   | 1.439 | 24.345 | 0       |
| Otros cuerpos° | 1.062 | 3.268 | 12.818 | 18.078  |
| Total | 7.051 | 9.935 | 74.217 | 199.973 |
| Fuerzas italianas presentes en África Oriental Italiana en junio de 1940. °Los otros cuerpos son los Carabinieri (9.000), la Guardia di Finanza (1.800), la Regia Marina (10.200), la Regia Aeronautica (7.700) y la Polizia dell'Africa Italiana (6.400). Fuente: Giorgio Rochat: Le guerre italiane 1935-1943, Einaudi |       |       |        |         |

### Regia Aeronautica
En junio de 1940, la Real Fuerza Aérea Italiana (Regia Aeronautica) en África Oriental contaba con entre 200 y 300 aviones de combate listos. Si bien algunos de estos aviones eran obsoletos, en términos relativos, eran algunos de los mejores aviones disponibles en el este de África en 1940. Los italianos tenían a su haber los bombarderos Savoia-Marchetti S.M.79 y Savoia-Marchetti S.M.81 y los cazas Fiat C.R.42. Además, los aviones italianos contaban con mejores bases aéreas que sus homólogos británicos. Al estallar la campaña, los pilotos italianos se encontraban bien entrenados y seguros de sus habilidades. Pero, la falta de combustible, municiones, repuestos y reemplazos finalmente desgastó la capacidad aérea italiana.

### Flota Italiana del Mar Rojo
La Regia Marina  (Marina Real Italiana) mantuvo la Flotilla del Mar Rojo en Massawa, Eritrea, en el Mar Rojo. El puerto era un enlace entre la Europa ocupada por el Eje y las instalaciones navales en la zona de concesión italiana en Tientsin en China. También había instalaciones portuarias limitadas en Assab, en Eritrea y Mogadiscio, en la Somalia italiana. La flotilla tenía siete destructores de flota, los destructores de clase Leone, Pantera, Leone y Tigre en la 5.ª División de Destructores y los destructores de la clase de Sauro Cesare Battisti, Francesco Nullo, Nazario Sauro y Daniele Manin en la 3.ª División de Destructores. La flotilla también tenía dos destructores de la defensa local, el Orsini y el Acerbi, un escuadrón de cinco Motoscafo Armato Silurante (MAS, lanchas motoras) y ocho submarinos (Archimede, Ferraris, Galilei, Torricelli, Galvani, Guglielmotto, Macalle y Perla). Cuando la ruta del Mediterráneo se cerró a los buques mercantes aliados en abril de 1940, los convoyes aliados tuvieron que navegar a través del Cabo y por la costa este de África, pasando las bases navales italianas a Suez. A medida que disminuía el suministro de combustible italiano en Massawa, disminuían las oportunidades para que la Flotilla del Mar Rojo atacara el envío de suministros de los aliados.

## Desarrollo de las operaciones

### Guerrillas Etíopes
Uno de los elementos centrales de la campaña de los Aliados para liberar Etiopía, era la actuación de las Fuerzas etíopes irregulares, denominados por los británicos Arbegnoch (o patriotas). El General Wavell esperaba que estas fuerzas fueran capaces de enredar a un gran número de unidades italianas por todo el país, disminuyendo su capacidad operativa.
En agosto de 1940, la "Misión 101", al mando del coronel Daniel Sandford, comenzó a operar con éxito en la provincia de Gojjam. Su función consistía en enviar "Centros de Operaciones" - pequeños grupos de oficiales y suboficiales - para suministrar armas y entrenamiento a los patriotas etíopes y coordinar los ataques contra las fuerzas italianas.

### Primeras acciones
El 10 de junio de 1940, Italia le declaró la guerra a Francia y al Reino Unido. Al día siguiente aviones de la Regia Aeronautica bombardearon Puerto Sudán y Adén. Dos días más tarde, el 13 de junio, una escuadrilla de aviones Caproni Ca.133 italianos bombardearon la base aérea de Fuerte Wajir en Kenia, en el momento en que los aviones británicos se preparaban para el despegue.
El 3 de agosto de 1940, 175 000 soldados del ejército italiano, la gran mayoría askaríes africanos, se abalanzaron sobre la Somalilandia Británica logrando expulsar a la guarnición británica presente en menos de tres semanas. Desde entonces los italianos se conformaron con realizar pequeñas escaramuzas desde Etiopía contra las posesiones británicas de Sudán y Egipto.

### Contraataque británico
El 19 de enero de 1941 la IV y la V divisiones Indias del ejército británico atacaron desde Egipto a las debilitadas tropas italianas en Etiopía, cinco días después la I División Sudafricana, y las XI y XII Divisiones Africanas atacaron a la Somalilandia Italiana desde Sudán. Estos ataques avanzaron rápidamente, logrando llegar a Eritrea y capturar la Somalilandia Italiana tras la batalla de Keren. En marzo de ese mismo año, fuerzas de la Francia Libre entraron en combate en el norte de Eritrea, y en abril un asalto anfibio lanzado desde Adén devolvió la Somalilandia Británica a los británicos.
A finales de abril las fuerzas indias que habían entrado por Egipto, las fuerzas africanas que habían entrado por Sudán y las fuerzas francesas e inglesas que habían entrado por el mar en Eritrea y Somalilandia, convergieron en Addis Abeba. El 5 de mayo el emperador Haile Selassie regresó a Etiopía, y desde entonces aquel día fue considerado una fecha patria.
Las tropas italianas, atacadas por los ejércitos de cinco naciones en Etiopía capitularon el 16 de mayo (aunque la última batalla se libró en  Gondar en noviembre) y el emperador tomó el poder nuevamente en enero de 1942. Pero algunas tropas italianas no se rindieron y desataron una guerrilla en los montes de Etiopía y Eritrea, que duró hasta septiembre de 1943.